# Adele Meyer
Adele Meyer ou Adele Meyer, Lady Meyer; Adele Levis (1855 – 1930) foi uma ativista britânica para a reforma social. Ela era a editora de um jornal sobre o sufrágio e uma filantropa para boas causas, incluindo uma escola para mães precoces em Londres.

## Vida
Adele Meyer nasceu em Belsize Park, Londres, em 1855, em uma família Judia. Ela casou-se com o banqueiro Carl Meyer, em 1883. Ela descrevia a si mesma como uma assistente social e visita os pobres. Adele Mayer, no entanto, foi capaz de patrocinar óperas.
Adele Meyer e seus dois filhos foram modelos para uma pintura premiada do pintor americano John Singer Sargent. A pintura mostra a Senhora Carl Mayer em um ambiente suntuoso dando pouca atenção ao seu filho Frank e sua filha Elsie Charlotte. A pintura foi exibida em 1896.
Ela era da ala mais ativa do movimento sufragista. Apoiou as mulheres a se recusar a pagar os seus impostos, alegando que elas não tinham direito de voto. A partir de 1906, era membro da NUWSS servindo em seu comitê executivo e se tornando editora do seu jornal "Causa Comum". Em 1907, ela financiou uma Escola para as Mães de Charlton Street, em Londres, e serviu como sua vice-presidente ao lado de Alys Pearsall Smith. Esta instituição forneceu um modelo os centros de assistência infantil, reunindo uma gama de serviços orientados para a redução da mortalidade infantil. Em 1910, seu marido foi nomeado cavaleiro e ela se tornou a Lady Meyer. Foi fundadora e financiadora do hostel em Londres, que se tornou o Queen Mary College. Lady Meyer morreu em 1930.